# Дочери милосердия

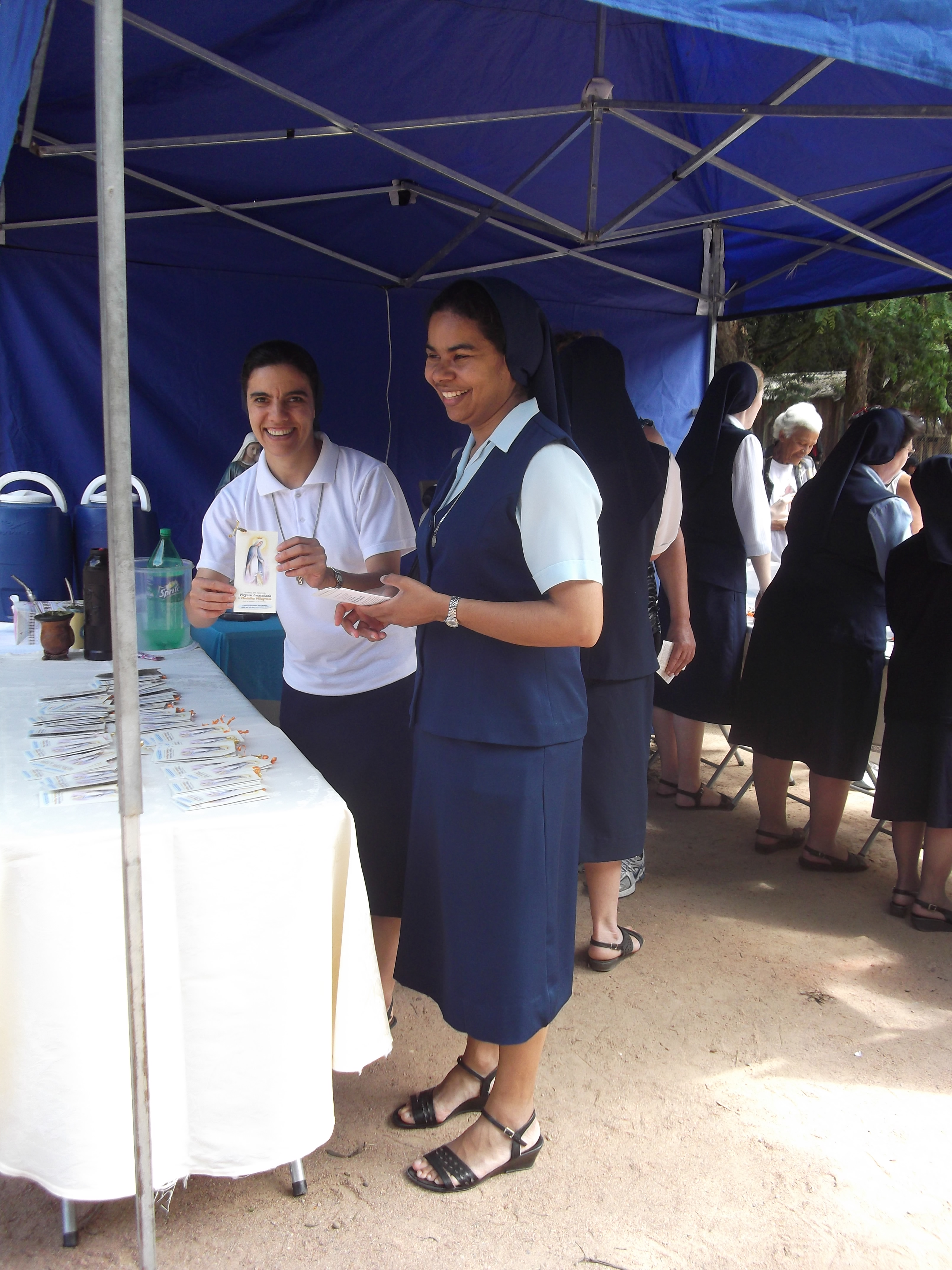
2013

Дочери милосердия, дочери милосердия св. Викентия де Поля, викентианки, серые сёстры (фр.  Filles de la charité de Saint Vincent de Paul, FdC) — католическая женская конгрегация, основанная святыми Викентием де Полем и Луизой де Марийак в XVII веке. Дочерей милосердия, вместе с мужской конгрегацией лазаристов часто называют викентианами.

## Организация
Дочери милосердия — общество апостольской жизни, то есть его члены не приносят монашеских обетов. В XX веке дочери милосердия были одной из самых многочисленных женских конгрегаций. В 1998 г. они насчитывали 24 982 сестры и 2757 обителей по всему земному шару.
Члены общества приносят обеты бедности, целомудрия, послушания и служения бедным. Главные направления деятельности конгрегации — уход за больными, образование бедняков, опека над сиротами и стариками.

## История

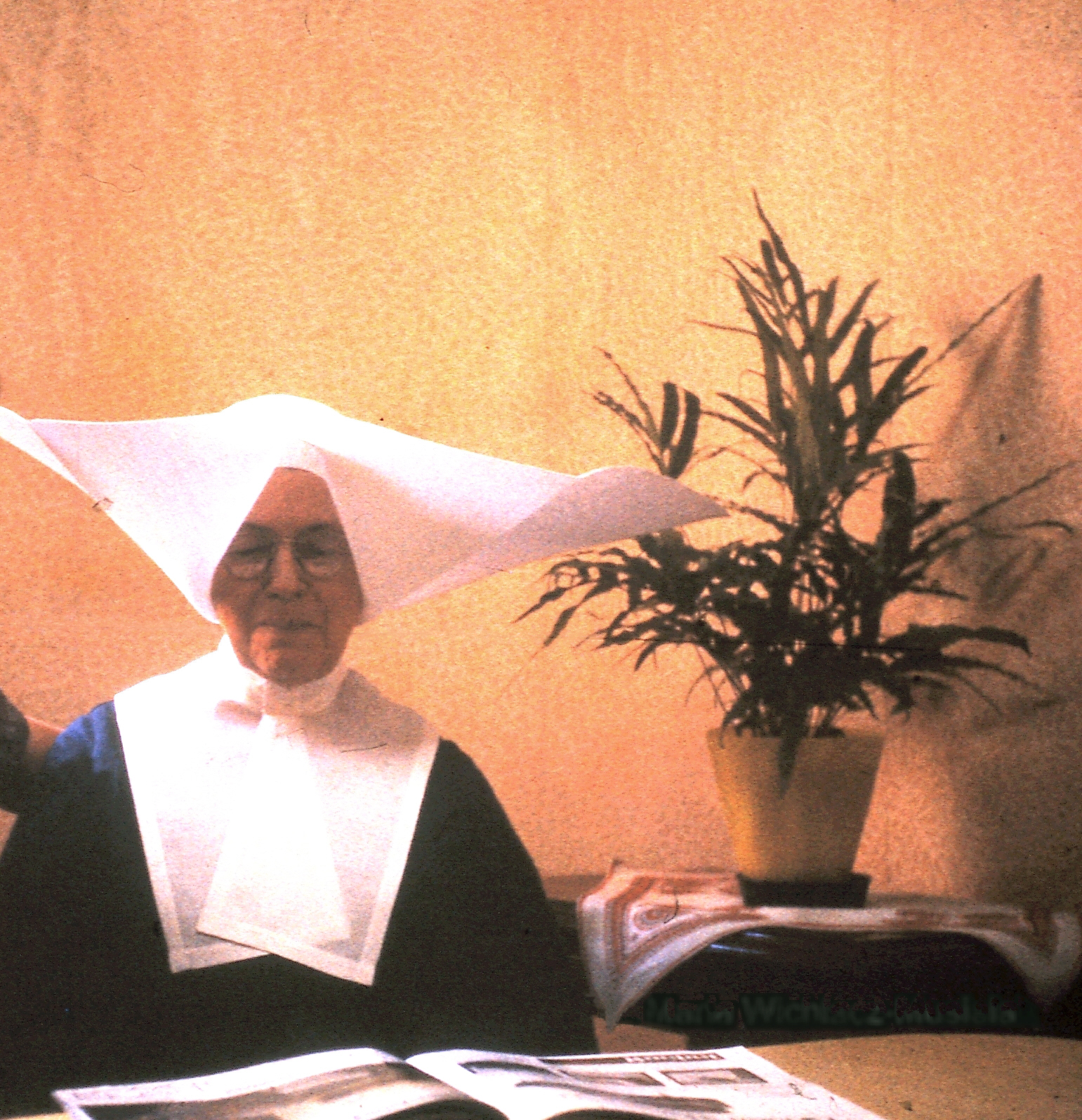
Sœur Jean Gabriel Batke

Новая конгрегация была основана св. Викентием де Полем и герцогиней Луизой де Марийак в 1633 г. Основав общество дочерей милосердия, они сумели перевернуть все представления о женском монашеском призвании, которое до сего момента означало лишь жизнь в строгом затворе за стенами монастырей. Св. Викентий де Поль так охарактеризовал новое движение — «их монастырём будут дома больных, их капеллой — приходская церковь, их кельей — снимаемая комната, их решёткой — страх Божий».
Дочери милосердия стали первым из впоследствии многочисленных женских деятельных движений, чьи члены, принося обеты, тем не менее живут и действуют в миру.
Сначала главной задачей сестёр была помощь больным на дому, но вскоре поле их деятельности весьма расширилось. Серые сёстры, как их называл народ по цвету их облачения, начали воспитывать детей-подкидышей. Они приняли на себя попечение о каторжниках, затем с 1656 г. сёстры оказывают помощь раненым на полях сражений.
В 1652 г. обитель дочерей милосердия впервые была основана за пределами Франции — в Польше, после чего конгрегация быстро распространилась по всей Европе.
В XIX век и XX веках дочери милосердия работали, в основном, в медицинских учреждениях, бесплатных школах, детских садах, приютах.
Некоторые дочери милосердия стали мученицами во время Великой французской революции, преследования христиан в Китае в XIX веке, испанской гражданской войны в 30-х годах XX века.

### Французская революция
Антирелигиозные силы в ходе Великой французской революции были полны решимости закрыть все монастыри в стране. В 1789 году Франция насчитывала 426 домов Дочерей милосердия, по всей Европе насчитывалось около 6000 членов конгрегации. В 1792 году сестрам было приказано покинуть родную французскую землю. Официально сообщество было расформировано в 1793 году. Клятва поддержки революции была навязана всем бывшим членам религиозных орденов, которые выполняли службу, оплачиваемую государством. Принятие этой клятвы рассматривалось как разрыв с церковью, а те, кто отказался это делать, считались контрреволюционерами.
В Анже революционные власти решили преподать урок тем, кто отказывается приносить клятву в поддержку революции. Сестры Мари-Энн Вайло и Одиль Баумгартен были подвержены публичной казни в 1794 году. На церемонии в Риме 19 февраля 1984 года папа Иоанн Павел II канонизировал 99 человек, которые умерли за веру в Анже, включая сестер Вайло и Баумгартен. Их день памяти — 1 февраля.
Сестра Маргарита Рутан была главой общества сестер, которые создали госпиталь в Даксе. Шестеро сестер отказались принять революционную клятву. Тогда власти решили избавиться от Рутан и искали мотив арестовать ее. Они сфабриковали доказательства, согласно которым сестра Маргарита была непатриотичной и фанатично агитировала солдат в госпитале дезертировать и примкнуть к Королевской армии в Вандее. 9 апреля 1794 года сестра Маргарита была приговорена к смертной казни на гильотине в Поянне. Она была канонизирована 19 июня 2011 года в городе Дакс, Франция. День ее памяти — 26 июня.
Сестры Мария-Маделина Фонтен, Мария-Франсуаза Ланель, Тереза Фанту и Жанна Жерар из Арраса были казнены в Камбре 26 июня 1794 года. В ожидании повозки, которая должна была доставить сестер к гильотине, охрана забрала их четки и, не зная, что делать, положила их на головы монахинь, как короны. Сестры были канонизированы 13 июня 1920 года. День их памяти — 26 июня.
Орден был восстановлен в 1801 году, многие бывшие сестры вернулись. Орден стремительно развивался на протяжении всего XIX века.